# Grande-Rivière, Jura
Grande-Rivière là một xã trong vùng hành chính Franche-Comté, thuộc tỉnh Jura, quận Saint-Claude, tổng Saint-Laurent-en-Grandvaux. Tọa độ địa lý của xã là 46° 32' vĩ độ bắc, 05° 54' kinh độ đông. Grande-Rivière nằm trên độ cao trung bình là 880 mét trên mực nước biển, có điểm thấp nhất là 846 mét và điểm cao nhất là 1158 mét. Xã có diện tích 30.59 km², dân số vào thời điểm 1999 là 432 người; mật độ dân số là 14 người/km².

## Thông tin nhân khẩu
| 1962 | 1968 | 1975 | 1982 | 1990 | 1999 |
| ---- | ---- | ---- | ---- | ---- | ---- |
| 434  | 445  | 389  | 377  | 396  | 432  |

## Địa điểm tham quan
Nhà thờ giáo khu Abbaye de Grandvaux từ thế kỉ thứ 15, tháp chuông được xây trong thế kỉ thứ 17.